# Musée du fromage cheddar
Le Musée du fromage cheddar est une institution muséale située à Saint-Prime, dans la région du Saguenay-Lac-Saint-Jean au Québec, et dont la mission est de diffuser l'histoire de l'ancienne fromagerie Perron et de la production du fromage artisanal au Québec à la fin du XIXe siècle et au début XXe siècle.

## Description

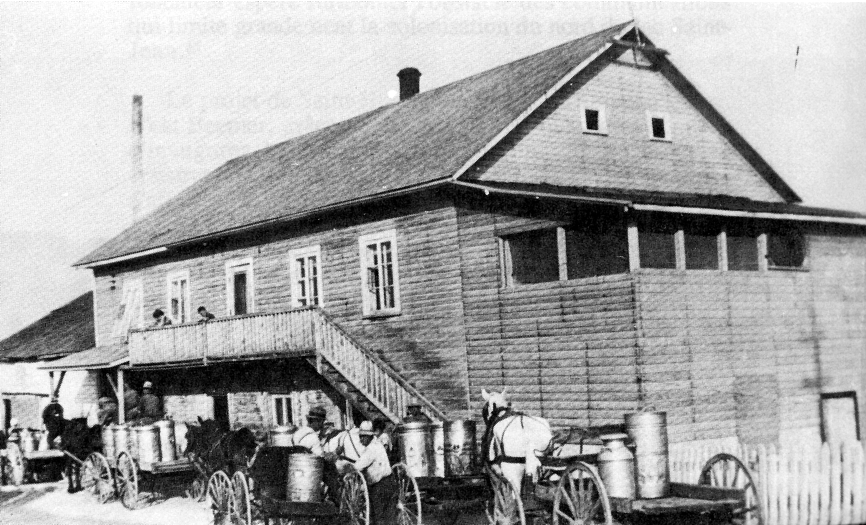
La réception du lait à la fromagerie en 1935

Le musée loge dans le bâtiment de l'ancienne fromagerie Perron de Saint-Prime, un édifice construit en 1895 et dernier témoin des fromageries artisanales qui existaient au Québec à la fin du XIXe siècle. L'édifice a été utilisé comme lieu de fabrication du fromage jusqu'en 1969 lorsque l'entreprise déménage dans une nouvelle usine adjacente à l'ancienne fromagerie.
La collection du musée est constituée de plus de 650 objets, en particulier des instruments destinés à la fabrication du cheddar de façon artisanale et à l'exportation de celui-ci. La collection comprend aussi des pièces de mobilier, de la vaisselle et des ustensiles de cuisine ayant appartenu à la famille Perron lorsqu'elle résidait dans l'édifice vers la fin du XIXe siècle et au début du XXe siècle.

## Histoire

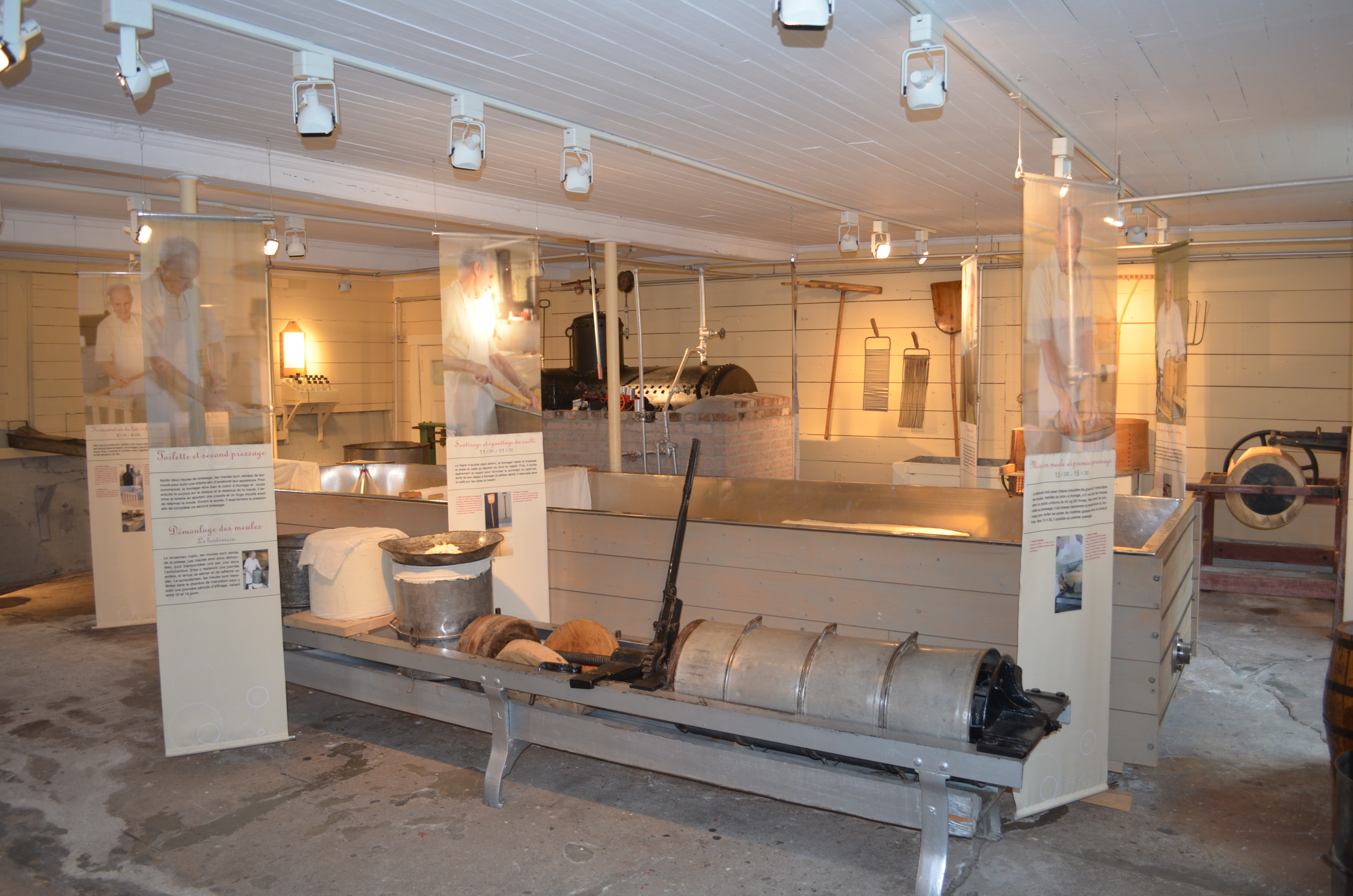
La salle de fabrication du cheddar

L'idée de créer un musée consacré à l'histoire de la fabrication du fromage cheddar dans l'édifice de la vieille fromagerie Perron de Saint-Prime remonte à 1985. C'est Albert Perron, alors propriétaire de l'entreprise Fromagerie Perron, qui mène le projet de transformer en musée l'édifice construit par son grand père Adélard Perron en 1895 et qui effectue des démarches auprès du ministère de la Culture du Québec. En 1986, avec l'appui du ministère et de la municipalité de Saint-Prime, il participe à une étude sur l'histoire de la fromagerie Perron avec l'historienne Lise Fournier et, en 1987, un comité est créé pour restaurer l'édifice de l'ancienne fromagerie. Le 24 octobre 1989, l'édifice de l'ancienne fromagerie Perron est désigné bien culturel du Québec par le ministère de la culture qui reconnait alors « l’intérêt historique et patrimonial du bâtiment et de son outillage ancien »,.
Un organisme sans but lucratif, la « Corporation de la vieille fromagerie Perron de Saint-Prime » est fondée en décembre 1990 afin de mettre en place les structures administratives du musée. En juin 1991, le concept d'interprétation et de mise en valeur de l'édifice est réalisé et en avril 1992, Albert Perron cède la propriété de l'édifice et de son contenu à la corporation,. L'organisme voit alors à la réfection du bâtiment qui ouvre ses portes au public en juillet 1992.

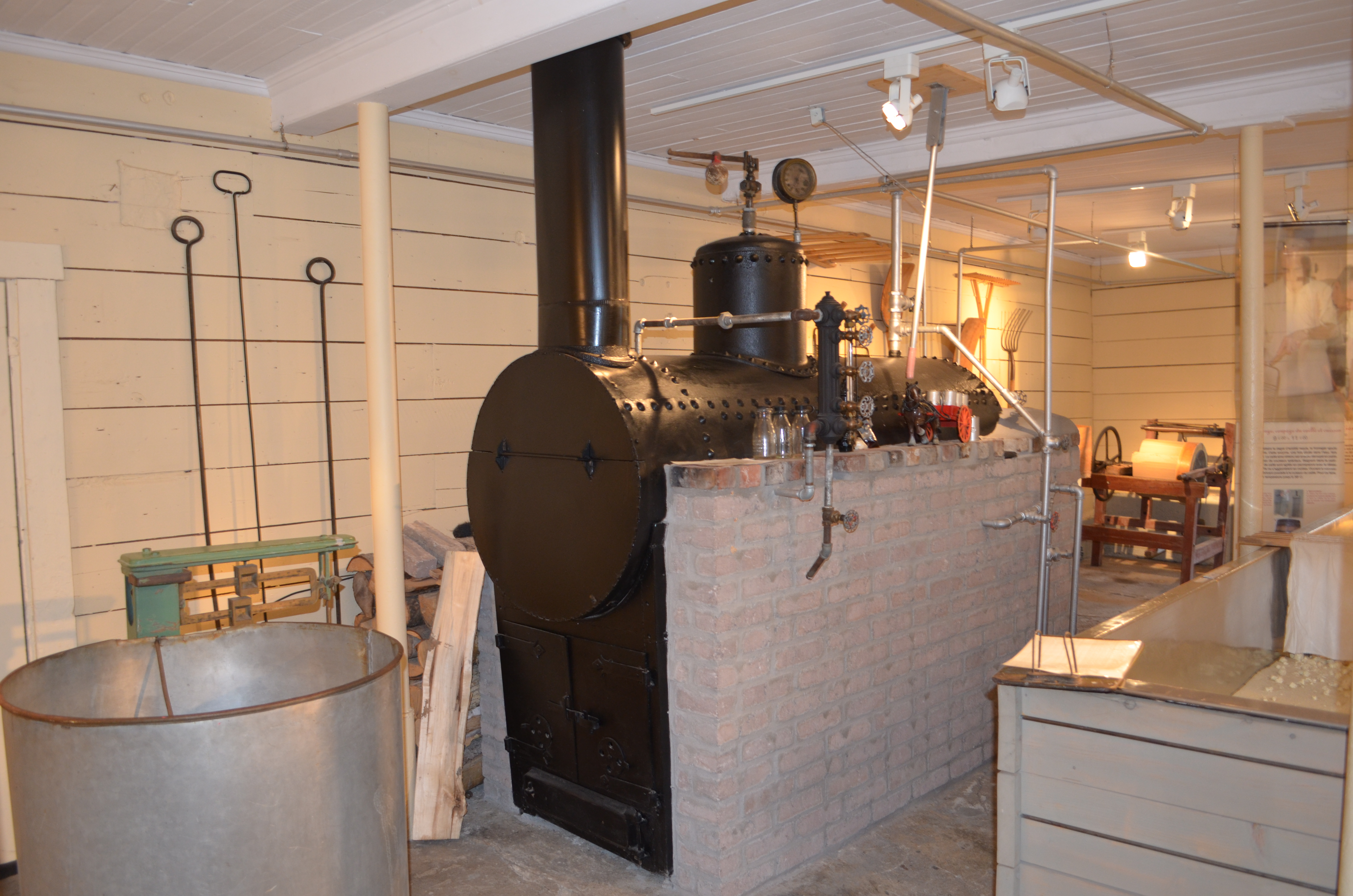
La bouilloire de l'ancienne fromagerie Perron.
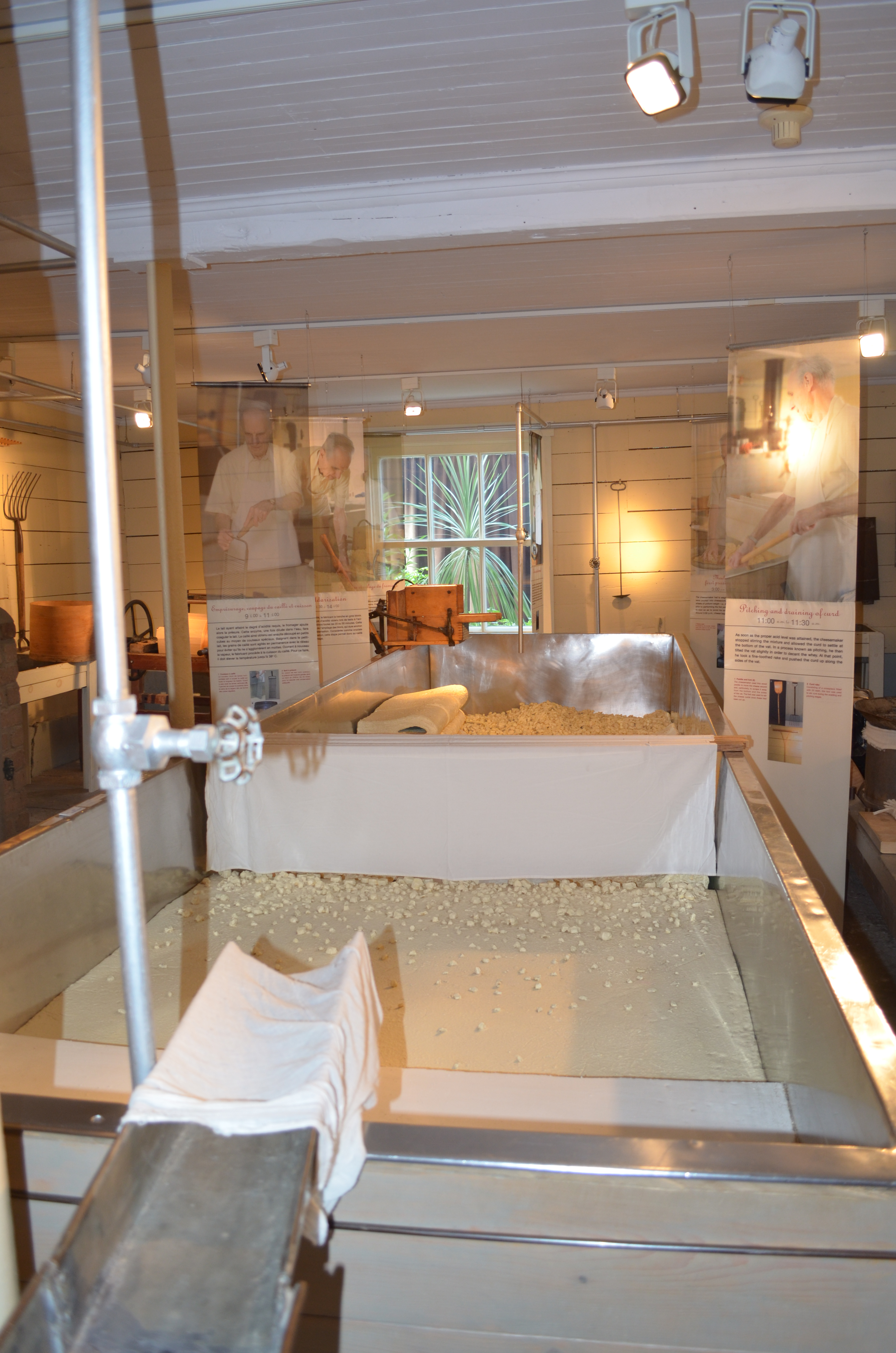
La cuve de fabrication du fromage.